# Rally Cataluña de 1985
El Rally Cataluña de 1985 fue la edición 21º la ronda 46 de la temporada 1985 del Campeonato de Europa de Rally y la undécima ronda de la temporada 1985 del Campeonato de España de Rally. Se celebró entre el 25 y el 28 de octubre de ese año y contó con 34 tramos de asfalto repartidos en un total de 512,82 km cronometrados. El vencedor fue el italiano Fabrizio Tabaton, que competía con un Lancia Rally 037 bajo la escudería Grifone. En el podio lo acompañaron el también italiano Andrea Zanussi con otro 037 y el belga Robert Droogmans con un Porsche 911. Josep Arqué venció en el Grupo A y entre los abandonos más destacados estaban Henri Toivonen por accidente en el tramo tres y Salvador Serviá que había ganado la edición anterior, en esta ocasión rompió el motor de su 037 en el primer tramo.

## Itinerario y ganadores
| Día               | Tramo | Hora  | Nombre                                   | Distancia | Ganador          | Tiempo |
| ----------------- | ----- | ----- | ---------------------------------------- | --------- | ---------------- | ------ |
| 1 (25 de octubre) | TC1   | 17:43 | Santa Creu d’Olorde 1                    | 9.33 km   | Henri Toivonen   | 6:04   |
| 1 (25 de octubre) | TC2   | 18:54 | Les Solanes 1                            | 12.25 km  | Fabrizio Tabaton | 8:06   |
| 1 (25 de octubre) | TC3   | 19:35 | Coll d’Estenalles 1                      | 24.91 km  | Andrea Zanussi   | 16:42  |
| 1 (25 de octubre) | TC4   | 20:46 | Les Solanes 2                            | 12.25 km  | Fabrizio Tabaton | 7:59   |
| 1 (25 de octubre) | TC5   | 21:43 | Orista 1                                 | 14.11 km  | Fabrizio Tabaton | 8:14   |
| 2 (26 de octubre) | TC6   | 00:33 | Taradell - La Roca 1                     | 5.39 km   | Andrea Zanussi   | 3:23   |
| 2 (26 de octubre) | TC7   | 00:48 | L’Enclusa - Collsaplana 1                | 22.98 km  | Fabrizio Tabaton | 15:57  |
| 2 (26 de octubre) | TC8   | 01:32 | Ossor 1                                  | 10.30 km  | Fabrizio Tabaton | 7:19   |
| 2 (26 de octubre) | TC9   | 02:21 | Cladells - Sant Hilari 1                 | 15.72 km  | Fabrizio Tabaton | 10:33  |
| 2 (26 de octubre) | TC10  | 03:02 | Coll de Rabell 1                         | 8:20 km   | Fabrizio Tabaton | 6:19   |
| 2 (26 de octubre) | TC11  | 03:30 | L’Enclusa - Collsaplana 2                | 22.98 km  | Fabrizio Tabaton | 16:01  |
| 2 (26 de octubre) | TC12  | 04:23 | Ossor 2                                  | 10.30 km  | Andrea Zanussi   | 7:25   |
| 2 (26 de octubre) | TC13  | 05:12 | Cladells - Sant Hilari 2                 | 15.72 km  | Fabrizio Tabaton | 11:28  |
| 2 (26 de octubre) | TC14  | 05:53 | Coll de Rabell 2                         | 8.20 km   | Fabrizio Tabaton | 6:25   |
| 2 (26 de octubre) | TC15  | 06:21 | L’Enclusa - Collsaplana - Pla d’Arenes 1 | 29.75 km  | Fabrizio Tabaton | 21:09  |
| 2 (26 de octubre) | TC16  | 07:29 | Collformic 1                             | 17.00 km  | Fabrizio Tabaton | 11:31  |
| 2 (26 de octubre) | TC17  | 18:34 | Santa Creu d’Olorde 2                    | 9.33 km   | Fabrizio Tabaton | 6:28   |
| 2 (26 de octubre) | TC 18 | 19:45 | Les Solanes 3                            | 12.25 km  | Fabrizio Tabaton | 8:10   |
| 2 (26 de octubre) | TC19  | 20:26 | Coll d’Estenalles 2                      | 24.91 km  | Fabrizio Tabaton | 16:41  |
| 2 (26 de octubre) | TC20  | 21:33 | Les Solanes 4                            | 12.25 km  | Fabrizio Tabaton | 8:14   |
| 2 (26 de octubre) | TC21  | 22:30 | Orista 2                                 | 14.11 km  | Fabrizio Tabaton | 8:25   |
| 3 (27 de octubre) | TC22  | 00:48 | La Trona 1                               | 12.87 km  | Fabrizio Tabaton | 9:16   |
| 3 (27 de octubre) | TC23  | 01:36 | La Costa dels Gats 1                     | 8.44 km   | Andrea Zanussi   | 6:09   |
| 3 (27 de octubre) | TC24  | 02:00 | Alpens - Les Lloses 1                    | 22.27 km  | Fabrizio Tabaton | 15:32  |
| 3 (27 de octubre) | TC25  | 02:59 | Coll de Santigosa 1                      | 10.77 km  | Fabrizio Tabaton | 7:46   |
| 3 (27 de octubre) | TC26  | 03:42 | Coll de Bracons 1                        | 19.87 km  | Fabrizio Tabaton | 15:15  |
| 3 (27 de octubre) | TC27  | 04:23 | La Trona 2                               | 12.87 km  | Andrea Zanussi   | 9:41   |
| 3 (27 de octubre) | TC28  | 05:16 | La Costa dels Gats 2                     | 8.44 km   | Andrea Zanussi   | 6:10   |
| 3 (27 de octubre) | TC29  | 05:40 | Alpens - Les Lloses 2                    | 22.27 km  | Fabrizio Tabaton | 15:40  |
| 3 (27 de octubre) | TC30  | 06:39 | Coll de Santigosa 2                      | 10.77 km  | Fabrizio Tabaton | 7:36   |
| 3 (27 de octubre) | TC31  | 07:22 | Coll de Bracons 2                        | 19.87 km  | Andrea Zanussi   | 14:38  |
| 3 (27 de octubre) | TC32  | 08:26 | Taradell - La Roca 2                     | 5.39 km   | Fabrizio Tabaton | 3:35   |
| 3 (27 de octubre) | TC33  | 08:41 | L’Enclusa - Collsaplana - Pla d’Arenes 2 | 29.75 km  | Andrea Zanussi   | 20:48  |
| 3 (27 de octubre) | TC34  | 09:49 | Collformic 2                             | 17:00 km  | Fabrizio Tabaton | 11:35  |

## Clasificación final
| Pos.                 | Piloto              | Copiloto           | Automóvil           | Tiempo  | Diferencia |
| General              | General             | General            | General             | General | General    |
| -------------------- | ------------------- | ------------------ | ------------------- | ------- | ---------- |
| 1.                   | Fabrizio Tabaton    | Luciano Tedeschini | Lancia Rally 037    | 5:57.13 | -          |
| 2.                   | Andrea Zanussi      | Sergio Cresto      | Lancia Rally 037    | 6:00.33 | +3.20      |
| 3.                   | Robert Droogmans    | Ronny Joosten      | Porsche 911 SC RS   | 6:18.51 | +21.38     |
| 4.                   | Mauro Pregliasco    | Daniele Cianci     | Lancia Rally 037    | 6:21.57 | +24.44     |
| 5.                   | Rafael Martorell    | Gràcia Bou         | Talbot Samba Rallye | 6:42.12 | +44.59     |
| 6.                   | Josep Arqué         | Xavier Muntañola   | Opel Manta GT/E     | 6:46.15 | +49.02     |
| 7.                   | Jordi Serra         | Marcel Besolí      | Peugeot 205 GTI     | 6:53.56 | +56.43     |
| 8.                   | Josep Bassas        | Maria Pilar Mas    | Renault 11 Turbo    | 6:57.06 | +59.53     |
| 9.                   | Carles Santacreu    | Antonio Santacreu  | Renault 5 GT Turbo  | 7:00.32 | +1:03.19   |
| 10.                  | Juan Carlos Pradera | Ignácio Olaizola   | Peugeot 205 GTI     | 7:00.45 | +1:03.32   |
| Campeonato de España |                     |                    |                     |         |            |
| 1. (5.)              | Rafael Martorell    | Gràcia Bou         | Talbot Samba Rallye | 6:42.12 | 0.0        |
| 2. (6.)              | Josep Arqué         | Xavier Muntañola   | Opel Manta GT/E     | 6:46.15 | +4:03      |
| 3. (7.)              | Jordi Serra         | Marcel Besolí      | Peugeot 205 GTI     | 6:53.56 | +11:44     |
| 4. (8.)              | Josep Bassas        | Maria Pilar Mas    | Renault 11 Turbo    | 6:57.06 | +14:54     |
| 5. (9.)              | Carles Santacreu    | Antonio Santacreu  | Renault 5 GT Turbo  | 7:00.32 | +18:20     |
| 6. (10.)             | Juan Carlos Pradera | Ignácio Olaizola   | Peugeot 205 GTI     | 7:00.45 | +18:33     |